# Яскаїн
Яскаї́н (рос. Яскаин, башк. Яҫҡайын) — присілок у складі Давлекановського району Башкортостану, Росія. Входить до складу Чуюнчинської сільської ради.
Населення — 52 особи (2010; 78 в 2002).
Національний склад:
- татари — 63 %
- башкири — 26 %